# 楽以琴
楽 以琴（がく いきん、ユエ・イーチン、1914年11月11日 - 1937年12月3日）とは、中華民国空軍の軍人・エース・パイロット。原名楽以鍾、四川省蘆山県上西街出身。最終階級は上尉（大尉に相当）、死後少校（少佐に相当）に特進。中央航空学校駆逐科第3期生。撃墜数6。飛将軍（飛行将軍）の通称で呼ばれ、高志航、劉粋剛、李桂丹とともに中国空軍軍人の「四大金剛」と称されている。

## 生涯
水たばこ農園や茶荘を経営する豪商の家庭に生まれる。家系は岳飛の末裔であり、秦檜からの迫害を逃れて四川に辿り着いたとき「楽」に改姓したとされる。父の楽和洲は叔父の楽和済ともども教育熱心なクリスチャンであり、学校や教会の設立に貢献した地元の名士であった。兄弟が17人もいる大家族で、その多くが父の教育方針で医師や教師となっている。楽もまた満足な教育を受け、雅安小学卒業後、張家山明徳中学を経て済南の斉魯大学に合格。なおこの時、入学に必要な卒業証書が中学にはなかったらしく、華西協合高級中学を卒業した四番目の兄の楽以琴の卒業証書を拝借、以後「楽以琴」を名乗る事となった。なお、本当の楽以琴も同様に妹の楽以純の卒業証書を借用して空軍パイロットとなっており、楽以純と名乗っている。
また幼少期よりスポーツにも秀で、サッカーを好んだ。1931年の双十節に開催される第五届全国運動会のトラック競技に四川学生代表として参加が決まっていたが、満州事変と第一次上海事変を受けて2年後の延期となる。憤慨した楽は大学を自主退学し、杭州の中央航空学校に三期生として入学。1934年12月30日に卒業し、中央航校飛行教官、第8隊附を経て、空軍第4大隊第22隊分隊長。大隊長は高志航中校、中隊長は黄光漢で、乗機はカーチス・ホークⅢ（当時の中国空軍では新ホークと呼称）であった。

### 空戦での活躍
1937年8月15日、杭州において、加賀の八九式艦上攻撃機艦攻隊第1中隊8機と交戦し、4機を単独撃墜。8月21日、黄中隊長率いる新ホーク9機の1機としてノースロップ・ガンマ2EC6機とともに公大飛行場爆撃の命を受け、上空警戒中の神威所属の九五式水上偵察機6機（南部徳盛中尉指揮）と交戦、上海西部朱家宅において矢野一空曹の水偵一機を撃墜した。矢野一空曹らは着水後、母艦に救出された。9月20日、第5大隊第24中隊長の劉粋剛率いる9機の1機として参加。この時、楽は何らかの理由で高大隊長機に搭乗し、機種不明の軽爆撃機を撃墜した。この軽爆撃機は、日本側の記録から亀義行大尉の九四式艦上爆撃機と見られるが、亀大尉機は銃手の黒田一空曹を失いながらも帰投している。10月、蘭州に赴き、I-16に換装。
高志航の戦死後、副大隊長の李桂丹が大隊長となり、董明徳が第21中隊長に就任すると同中隊の副隊長に任命される。

### 戦死
12月1日、南京防空戦の任を受け、董明徳とともに明故宮飛機場に飛来。翌日昼、第3大隊、ソ連空軍志願隊とともに十三空との空戦に参加。しかし帰投後、エンジンのシリンダーの故障に見舞われる。3日、董明徳の乗機を借りて搭乗し、南京郊外北東の棲霞山上空にて爆撃機の編隊と交戦中にその上空から九六式艦上戦闘機3機の襲撃を受け被弾。パラシュートにて脱出したが、董明徳によると開傘せず地面に激突し死亡したとされる。ただし、日本側では1日後の12月4日に初陣であった十三空第3小隊所属の武藤金義一空兵の搭乗する九六式艦戦3番機が南京にてI-16を撃墜した旨が記録されており、この機の搭乗者が楽以琴であったと考えられている。23歳没。
その活躍は小学校の教科書にも掲載されたが、戦後の国共内戦で国民党が敗れて以降、元党軍関係者は無論、楽以琴の親族も厳しい弾圧を受け、楽以琴の存在は忘れ去られていった。しかし、中台交流が高まり国民党系軍人の再評価がなされるようになった1990年代に名誉回復がなされた。
2006年、四川省政府より革命烈士に批准される。2016年8月31日、母校明徳中学に銅像が建てられる。

## 撃墜記録
| 日期           | 敵機                  | 結果 | 使用機                                     | 場所     | 所属部隊     |
| -------------- | --------------------- | ---- | ------------------------------------------ | -------- | ------------ |
| 1937年 8月15日 | 三菱 八九式艦上攻撃機 | 撃墜 | カーチス・ホークⅢ #2204                    | 杭州     | 四大隊22中隊 |
| 8月15日        | 八九式艦上攻撃機      | 撃墜 | カーチス・ホークⅢ                          |          | 四大隊22中隊 |
| 8月15日        | 八九式艦上攻撃機      | 撃墜 | カーチス・ホークⅢ                          |          | 四大隊22中隊 |
| 8月15日        | 八九式艦上攻撃機      | 撃墜 | カーチス・ホークⅢ                          |          | 四大隊22中隊 |
| 8月21日        | 九五式水上偵察機      | 撃墜 | カーチス・ホークⅢ                          | 上海     | 四大隊22中隊 |
| 9月20日        | 軽爆撃機（機種不明）  | 撃墜 | カーチス・ホークⅢ #IV-1 （四大隊大隊長機） | 江蘇鎮江 | 四大隊22中隊 |

## 家族
- 父：和洲 - 元武官で、四川各地に水たばこ農地を保有し、茶荘「義豊全」を経営。また「裕豊厚」の商号で調度品も販売していた。1936年1月31日死去。
- 母：邱福 - 蔵族[4]
  - 長兄：以壎 - 歯科医。1930年、華西協合大学牙科（現四川大学華西医学センター（中国語版））卒業。済南市で歯科医を開業し、馮玉祥や韓復榘ら西北軍首脳部の御用達であった。戦後は川西区人民代表や川西後勤部医院歯科主任を務めるが、文革で迫害され1967年死去。
  - 長姉：以正 - 孟体廉（ペンシルベニア州立大学卒、成都中央軍校上校政治教官、西康省政府社会調査処処長、1950年代に粛清）と結婚。
  - 次兄：以篪 - 産婦人科医。華西協合大学医科卒業。嘉定仁済医院院長。
  - 次姉：以成 - 産婦人科医。1932年華西協合大学医科卒業。医学博士。謝錫瑹（整形外科医、華西協合大学医学院教授、四川省人民医院院長）と結婚。全国人大代表、全国政協委員。2004年死去。
  - 三兄：以均 - 版画家。四川美術専科学校（四川省芸術専科学校、現四川美術学院（中国語版）の事か）卒業。日本に留学経験もあり。戦時中は抗戦画製作にかかわる。文革時代は迫害されたが、改革開放後に名誉回復し四川省文史研究館職員。
  - 三姉：以熙
  - 四姉：以笙
  - 四兄：以純 - 本名・楽以琴。華西協合大学製薬専科、中央航校8期卒業。戦後台湾に逃れ、ボストンに移住。
  - 五姉：以雍 - 内科医、小児科医。1938年華西協合大学医科卒業。成都市第二人民医院に勤務。易明志（華西協合大学医科卒、外科医）と結婚。1974年死去。
  - 五兄：以和 - 歯科医、四川省衛生庁医学科技評審委員会委員。2000年死去。
  - 六姉：以純 - 1932年華西協合大学医科卒業。のち呉和光（外科医、四川医学院附属医院長、医学博士）と結婚。子に呉大可（放射線技師、電子科技大学教授、AAPM会員[11]）大勇（医療設備技師）など。2004年12月26日死去[12]。
  - 七妹：出生後間もなく死亡。
  - 七弟：以雅 - 銀行員。上海光華大学経済学部卒業。
  - 八弟：以本 - 中学教師。文革で迫害され1961年死去[13]。
  - 九弟：以倫 - 華西協合大学理学院化学専攻卒業。成都工学院、成都科技大学、四川大学教授。
  - 十弟：以斌 - 少校。雲南遠征軍に参加。文革で迫害され1962年死去。
  - 八妹：以清 - 中学教師。1940年ごろに華西協合大学文学院を卒業。軍人の楊仲徳と結婚し、台湾に逃れる。
- 叔父：和済 - 字は作舟。元秀才。青年期は上海で宣教活動に関わっており、蘆山県内で教会の設立や事務管理に関わったり、華西協合大学の寮の管理人を務めた[14]。
- 叔父：和澄 - 武官。四川法政学堂卒業後、馮玉祥の部隊に所属していたが海外で客死。

## 栄典
- 五星星序奨章

## 登場作品
- 『撃墜 3人のパイロット』（2014年、NHK） - 演：ディーン・フジオカ
  - フジオカの日本テレビドラマ初出演作品。史実では日中戦争勃発の1年前に死去した父親（演：黄実[15]）の生存、戦死直前に上官の機体を使用した経緯などが史実と異なる。